# Darius D. Hare

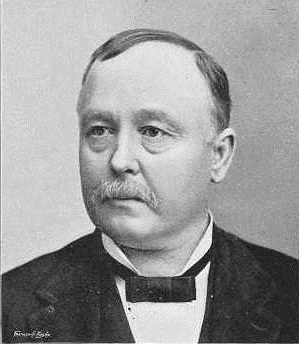
Darius D. Hare

Darius Dodge Hare (* 9. Januar 1843 bei Adrian, Seneca County, Ohio; † 10. Februar 1897 in Upper Sandusky, Ohio) war ein US-amerikanischer Politiker. Zwischen 1891 und 1895 vertrat er den Bundesstaat  Ohio im US-Repräsentantenhaus.

## Werdegang
Darius Hare besuchte die öffentlichen Schulen seiner Heimat. Seit März 1864 nahm er als Soldat im Heer der Union am Bürgerkrieg teil. Nach einem anschließenden Jurastudium an der University of Michigan in Ann Arbor und seiner 1867 erfolgten Zulassung als Rechtsanwalt begann er in Carey in diesem Beruf zu arbeiten. Im Jahr 1868 zog er nach Upper Sandusky. Politisch schloss er sich der Demokratischen Partei an. Zwischen 1872 und 1882 war er Bürgermeister von Upper Sandusky.
Bei den Kongresswahlen des Jahres 1890 wurde Hare im achten Wahlbezirk von Ohio in das US-Repräsentantenhaus in Washington, D.C. gewählt, wo er am 4. März 1891 die Nachfolge von Robert P. Kennedy antrat. Nach einer Wiederwahl konnte er bis zum 3. März 1895 zwei Legislaturperioden im Kongress absolvieren. Seit 1893 vertrat er dort als Nachfolger von James I. Dungan den 13. Distrikt seines Staates. Im Jahr 1894 verzichtete er auf eine weitere Kandidatur.
Nach dem Ende seiner Zeit im US-Repräsentantenhaus praktizierte Darius Hare wieder als Anwalt. Er starb am 10. Februar 1897 in Upper Sandusky, wo er auch beigesetzt wurde.